# Iphiclides podalirinus
Espèce
Iphiclides podalirinus est une espèce de papillons de la famille des Papilionidae, de la sous-famille des Papilioninae et du genre Iphiclides.

## Dénomination
Iphiclides podalirinus (Oberthür, 1890).
Considéré longtemps comme une sous-espèce de Iphiclides podalirius.

## Description
Iphiclides podalirinus est un grand papillon de forme vaguement triangulaire à rayures noires et blanches et possédant aux postérieures des lunules marginales bleues ainsi qu'un ocelle anal bleu cerné de noir, surmonté d'un arc orange et une très longue queue elle aussi bleue. 

## Biologie

### Période de vol et hivernation
Il vole à la fin du printemps.

## Écologie et distribution
Iphiclides podalirinus est présent au Tibet.

### Biotope
Il réside dans les montagnes du Tibet.

### Protection
Pas de statut de protection particulier.